# Madre Grulla
Madre Grulla es un personaje ficticio que aparece en los cómics estadounidenses publicados por Marvel Comics.

## Biografía ficticia
La Madre Grulla era la gobernante de K'un-Zi, una de las Ciudades Legendarias del Cielo. En 1933, tuvo lugar una reunión con los siete señores donde acusó a Iron Fist (Orson Randall) de manchar la tradición porque se negó a participar en el Torneo de las Ciudades Celestiales. En cada ciudad, un arma inmortal, como Iron Fist, lucha por su ciudad en el torneo. Las batallas en el torneo deciden el orden de las ciudades de la línea de tiempo celestial. Todos los miembros del consejo, excepto Lord Tuan, el líder de K'un-Lun acordaron que Randall debería pagar y enfrentar el castigo. Randall se enfrentaría a las Armas Inmortales y terminó matando a Davos el Arma Inmortal de Ku'n-Zi. Randall eludiría la captura y la Madre Grulla tuvo una venganza personal contra él desde entonces.

## En otros medios
Aunque la Madre Grulla no ha aparecido en la serie del Universo cinematográfico de Marvel Iron Fist, hay una organización K'un-L'un llamada Orden de la Madre Grulla que aparece en un flashback en el episodio "The City's Not for Burning."